# لاوانیا
لاوانا (به ایتالیایی: Lavagna) یک منطقهٔ مسکونی در ایتالیا است که در استان جنوا واقع شده‌است.

## خصوصیات
لاوانا ۱۳٫۷ کیلومترمربع مساحت و ۱۲٬۵۱۰ نفر جمعیت دارد و ۶ متر بالاتر از سطح دریا واقع شده‌است.